# Crassula mesembryanthemoides
Crassula mesembryanthemoides är en fetbladsväxtart. Crassula mesembryanthemoides ingår i släktet krassulor, och familjen fetbladsväxter.

## Underarter
Arten delas in i följande underarter:
- C. m. hispida
- C. m. mesembryanthemoides